# Urolophus kapalensis
Urolophus kapalensis é uma espécie de peixe da família Urolophidae. Inicialmente a espécie foi proposta em 1994 como "Urolophus sp. nov. A", sendo formalmente descrita apenas em 2006.
É endémica da Austrália, onde pode ser encontrada apenas na costa leste, entre Cape Moreton em Queensland até Disaster Bay em Nova Galês do Sul. Os seus habitats naturais são: mar aberto.